# Metal Gear Solid
Metal Gear Solid (メタルギアソリッド Metaru Gia Soriddo?, comúnmente abreviado MGS) es un videojuego de acción-aventura y sigilo de 1998 desarrollado por Konami Computer Entertainment Japan y publicado por Konami para la consola PlayStation. Fue lanzado el 3 de septiembre de 1998 en Japón, el 21 de octubre de 1998 en Norteamérica y el 26 de febrero de 1999 en Europa  . El juego fue desarrollado y pensado únicamente para la consola Playstation, según la entrevista que dio Kojima a la Revista Famitsu en la celebración de los 20 años de Playstatión. También en el libro incluido en el premium package se establece que la idea del juego se empezó en 1993 cuando se anunció el lanzamiento del PlayStation. Metal Gear Solid es el tercer lanzamiento de la franquicia Metal Gear y se convirtió en el primero de la serie en hacer uso de gráficos 3D, una de las razones por la que se le añadió el término «Solid» (en español: «Sólido») al título. Su antecesor es Metal Gear 2: Solid Snake de 1990, y su secuela, Metal Gear Solid 2: Sons of Liberty, se estrenó en 2001. Esta nueva entrega ofreció escenas cinemáticas utilizando el motor del juego, así como la actuación en voz en numerosas secuencias de códec.
Metal Gear Solid sigue a Solid Snake, un soldado que se infiltra en una instalación de armas nucleares para neutralizar la amenaza terrorista de FOXHOUND, una unidad genéticamente mejorada de fuerzas especiales. Snake debe liberar a dos importantes rehenes, confrontar a los terroristas y evitar el lanzamiento de un ataque nuclear. Para ello, cuenta con un equipo de apoyo a distancia que le comunica vía códec información sobre la misión, comandada por el coronel Roy Campbell, y complementada por personal médico, de análisis de datos, expertos en armas y en supervivencia.
La tercera entrega de la saga fue un éxito comercial, vendiendo más de seis millones de copias en el mundo. Tras su lanzamiento en Japón, se ubicó entre los 15 títulos más vendidos de ese año en la industria de los videojuegos, además de aparecer dentro de los diez títulos más vendidos de la PlayStation. Es descrito por muchos críticos como uno de los mejores y más importantes juegos de todos los tiempos, obteniendo una evaluación de 94/100 en el sitio web Metacritic, y reconocido como el juego que hizo del sigilo un género popular. El éxito comercial del juego impulsó el lanzamiento de una versión ampliada para PlayStation y PC titulada Metal Gear Solid: Integral, y una nueva versión, Metal Gear Solid: The Twin Snakes, fue posteriormente lanzada para Nintendo GameCube. El juego también ha dado lugar a numerosas secuelas, precuelas y spin-offs, entre ellos, dramas de radio, cómics y novelas. En producción hubo una película de imagen real producida por Avi Arad y Columbia Pictures, sin embargo dicho largometraje nunca anunció algún tráiler, y nunca fue estrenado.

## Argumento
La historia se desarrolla entre el 21 y 27 de febrero de 2005, seis años después de los acontecimientos de Metal Gear 2: Solid Snake, y 10 años después de los acontecimientos del original Metal Gear.
FOXHOUND, una unidad genéticamente mejorada de fuerzas especiales, armó un levantamiento armado en una isla remota ubicada en el archipiélago Fox de Alaska. Esta isla, con nombre en código Shadow Moses, es el sitio de una instalación de almacenamiento de armas nucleares. La unidad terrorista, encabezada por un mercenario conocido como Liquid Snake, tomó el control de un tanque bípedo con capacidad nuclear llamado Metal Gear REX, y amenazan al Gobierno de los Estados Unidos con una represalia nuclear, si no reciben en menos de 24 horas los restos del soldado legendario Big Boss.
Solid Snake es forzado a salir de su retiro bajo las órdenes del coronel Roy Campbell. Mientras la Dra. Naomi Hunter inyecta a Snake nanomáquinas que lo protegerán del frío polar, Campbell le asigna su misión: debe penetrar las defensas de los terroristas, neutralizar su amenaza, y localizar y rescatar a dos rehenes: a Donald Anderson, el jefe de DARPA, y al presidente de ArmsTech, Kenneth Baker. La sobrina de Campbell, Meryl Silverburgh, también está retenida en las instalaciones después de negarse a participar en el levantamiento de su unidad. Snake es convencido de participar en la misión debido a que el líder de los terroristas, Liquid Snake se parecía físicamente a él y también por el hecho de compartir su nombre en clave lo cual le llama la atención.

### Sinopsis

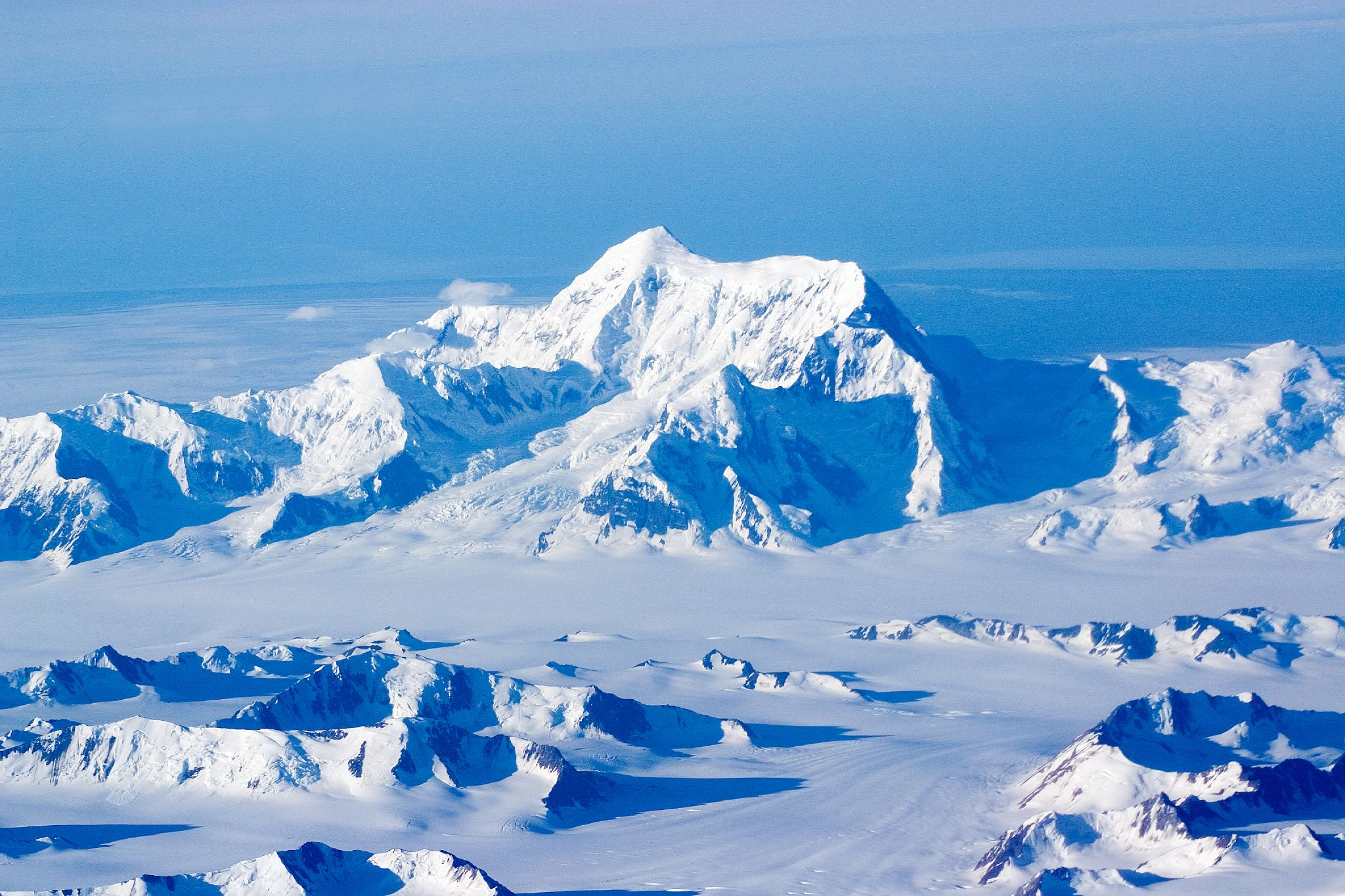
Alaska, lugar donde se ubica la isla de Shadow Moses, en el archipiélago de Fox. Sus bajas temperaturas obligan a Snake a inyectarse un péptido anticongelante que lo protegerá del frío polar.

Snake llega a la isla tras ser impulsado por un torpedo monoplaza VOA (Vehículo de Operación Acuática) desde un submarino, para evitar una inclusión aérea que pueda ser registrada por radares terroristas y evitar también ser detectado por el sonar de las instalaciones. Una vez en la base, Snake se pone en contacto vía códec con Campbell, el cual, le presenta a Mei Ling, analista visual y procesadora de datos que le servirá de apoyo en la misión, al igual que Nastasha Romanenko, especialista en armas nucleares y de gran calibre. El exinstructor militar y experto en la flora y fauna local, Master Miller, se pone en contacto con Snake para ofrecerle su ayuda a distancia vía códec.
Tras atravesar la entrada del complejo custodiada por soldados terroristas, Snake localiza en una celda a Anderson. Este último informa a Snake acerca de un nuevo prototipo de arma nuclear llamada Metal Gear REX que se encuentra bajo el poder de los mercenarios. Anderson explica que para iniciar la detonación se requieren dos contraseñas distintas, que conocen él y Baker. Pero gracias al poder mental de Psycho Mantis, descubrieron su contraseña y no tardarán en descubrir la de Baker. Sin embargo, para evitar el lanzamiento nuclear, existe una tarjeta PAL («Licencia de Acción Permisiva») con un código secreto de anulación que interrumpe la detonación. Tras la charla, Anderson muere repentinamente de un ataque al corazón. Meryl, quien está detenida en una celda contigua, se las arregla para escapar y ayudar a Snake a detener a unos soldados enemigos que se alertaron de su presencia, para luego escapar y dejarlo atrás. Tras el ataque repelido, Snake localiza a Kenneth Baker, que se encuentra maniatado a unas cargas explosivas de C-4. Al intentar liberarlo, hace aparición Revolver Ocelot, uno de los líderes terroristas de la revuelta, quien desafía a Snake a un tiroteo. La batalla es interrumpida por un misterioso cyborg ninja que amputa la mano derecha de Ocelot con una espada y luego escapa. Tras el altercado, Baker confiesa haber entregado su contraseña a los terroristas tras haber sido torturado. Aconseja a Snake contactar con Meryl, a quien le dio la tarjeta PAL que podría ser utilizada para evitar el lanzamiento, pero, al igual que el jefe de DARPA, muere repentinamente de un ataque al corazón.
Snake se pone en contacto con Meryl vía códec, y acuerdan juntarse en el Laboratorio de Investigación una vez que se haya encontrado con el científico creador del Metal Gear, el Dr. Hal «Otacon» Emmerich, para luego utilizar el código de anulación e impedir el lanzamiento nuclear. Cuando Snake se dirige al Laboratorio, recibe una llamada anónima de una misteriosa voz que se hace llamar «Deepthroat» («Garganta profunda»), que le advierte de una emboscada que le tiene preparada el enemigo. Snake es atacado por el mercenario Vulcan Raven a bordo de un Tanque M1, pero se las arregla para incapacitar el vehículo y derrotar a un Raven que promete volver a enfrentarse a él. Snake localiza a Otacon en su laboratorio, pero el misterioso cyborg ninja vuelve a hacer aparición, con la intención de enfrentarse en combate a Snake. Tras un duro enfrentamiento, donde finalmente el ninja escapa, Snake lo reconoce como su antiguo aliado, el fallecido Gray Fox. Tras el altercado, Otacon se compromete a ayudar a Snake a la distancia, usando un camuflaje especial (óptico) para obtener información y suministros, mientras permanece invisible.
Snake se reúne con Meryl, quien le da la tarjeta PAL que obtuvo de Baker, y acepta de que esta lo acompañe en su misión. Mientras se dirigen a la Base Subterránea, Meryl es poseída por el control mental de Psycho Mantis, un miembro de FOXHOUND con poderes psíquicos, y amenaza con disparar a Snake con su arma. Snake desarma a Meryl y derrota a Psycho Mantis, que, antes de morir, le dice que había leído la mente de la mujer, y descubrió que Snake ocupaba un lugar importante en su corazón. Después de llegar al Paso Subterráneo, Sniper Wolf, la experta francotiradora de los renegados, ataca sorpresivamente a Meryl desde una gran distancia, lo que obliga a Snake a localizar un fusil francotirador PSG-1 para poder hacerle frente. Tras derrotarla e intentar seguir su camino, Snake es capturado.
Mientras Snake es aprisionado, Liquid confirma la sospecha de que él y Solid son hermanos gemelos. Ocelot, experto en torturas, aplica fuertes descargas eléctricas a Snake, que este último logra/no logra soportar. Posteriormente Snake es llevado a su celda, donde descubre un descompuesto cadáver de Anderson, que debiera llevar muerto por lo menos una semana. Snake logra escapar de su celda y logra hacerse camino hasta la Torre de Comunicaciones, donde es emboscado por Liquid, pilotando un helicóptero de ataque Hind-D, pero logra derribarlo con misiles Stinger. Tras atravesar la Torre de Comunicaciones, Snake llega a Campo Nevado, donde se enfrenta nuevamente a Sniper Wolf. Esta vez, sin embargo, Snake derrota a Wolf delante de un desconsolado Otacon, que estaba enamorado de ella.
Snake continúa su camino hacia el hangar donde se encuentra el Metal Gear REX, pero, un Vulcan Raven armado con una M61 Vulcan, logra detenerlo. Previo al enfrentamiento, Raven, que posee intuición chamánica, es capaz de adivinar el pasado de Snake, aludiendo a que es de «otro mundo». Ambos se enfrentan en un almacén frigorífico, lo que resulta en la muerte de Raven. Antes de fallecer, le confiesa a Snake que el hombre que vio morir delante de sus ojos no era el Jefe DARPA, sino Decoy Octopus, un miembro de FOXHOUND maestro del camuflaje. En la agonía, Raven augura un violento y negro futuro para Snake, mientras es devorado por los cuervos.
Snake, ya infiltrado en el hangar donde se encuentra el Metal Gear, oye que Liquid y Ocelot ya iniciaron la secuencia del lanzamiento nuclear. Otacon le explica a Snake que la tarjeta PAL funciona de dos maneras, como activador de detonación cuando el proceso aún no haya sido activado, y como anulador de aquel proceso, siempre y cuando ya se haya activado previamente. Haciendo uso de la tarjeta PAL que obtuvo de Baker, Snake comienza el proceso de desactivación. Sin embargo, tras utilizar la tarjeta, Snake provoca la activación de la secuencia de lanzamiento. Liquid entonces revela su verdadero plan: suplantó a Master Miller desde el comienzo de la operación para guiar a Snake al proceso de detonación, debido a que no pudieron adivinar la contraseña de Anderson que activara el lanzamiento, ya que este murió en la sala de torturas a manos de Ocelot. Liquid explica que él y Solid son el producto de Les Enfants Terribles, un proyecto patrocinado por el gobierno para clonar a Big Boss, el soldado perfecto, que se llevó a cabo durante la década del '70. Liquid reniega contra su hermano ya que Solid recibió todos los genes dominantes, mientras que él recibió todos los genes recesivos. Liquid también revela que la verdadera razón del gobierno para enviar a Snake fue propagar el virus FoxDie (implantado por una inyección que la Dra. Naomi Hunter le colocó previo a la infiltración), un virus que mataría a todos los miembros de FOXHOUND, que permitiría al gobierno recuperar Metal Gear REX intacto. Fue FoxDie el que acabó con Decoy Octopus (disfrazado del Jefe DARPA), y con el presidente Baker, con aparentes ataques al corazón.
Liquid toma el control del Metal Gear REX y comienza a atacar a Snake. Este último no puede atravesar la armadura del tanque bípedo, por lo que solo puede intentar cegarlo destruyendo el sensor electrónico que posee. Cuando los ataques no producen efecto alguno, aparece Gray Fox y destruye el sensor, no sin antes confesar que él era Garganta Profunda y sacrificar su vida. Con REX totalmente vulnerable, Snake finalmente destruye el tanque, provocando una gran explosión en el lugar. Cuando despierta, Snake se encuentra en la cima del Metal Gear, junto a Meryl, maniatada a una bomba, y a Liquid, que lo desafía a un encuentro cuerpo a cuerpo. Snake logra derrotar a Liquid, que cae a una gran altura desde la cabeza de REX. Tras el encuentro, logra/no logra salvar a Meryl y debe escapar rápidamente del lugar, ya que el gobierno, para evitar todo rastro del incidente, planea un ataque nuclear a la isla para eliminar toda evidencia.
Junto a Meryl/Otacon, escapan a bordo de un jeep por un túnel subterráneo. Sin embargo Liquid los persigue atacándolos con una metralleta. Al final del trayecto, se produce un choque entre ambos vehículos. Liquid queda en posición de tiro frente a un inmovilizado Snake. Sin embargo, Liquid en última instancia, muere a causa del virus FoxDie. Finalmente, Campbell contacta con Snake para informarle acerca de la localización de una motonieve con la que puede abandonar el lugar, no sin antes explicarle que el ataque nuclear a la isla, fue cancelado.
En la escena poscréditos, Ocelot mantiene una conversación vía telefónica con un desconocido hombre, al que le reporta lo sucedido, revelándose que fue un doble agente todo el tiempo. Explica que Solid era el que realmente tenía los genes recesivos, mientras que Liquid era el portador de los dominantes. Además, que recuperó los datos falsos de la cabeza nuclear de Rex y que después de todo, nadie sabe quién es realmente, pues el Jefe DARPA lo sabía, pero había sido eliminado «accidentalmente». La conversación termina cuando llama a su interlocutor como el ser equilibrado para dominar el mundo, de nombre Solidus, y refiriéndose a él como «Señor Presidente».

### Personajes
Protagonista

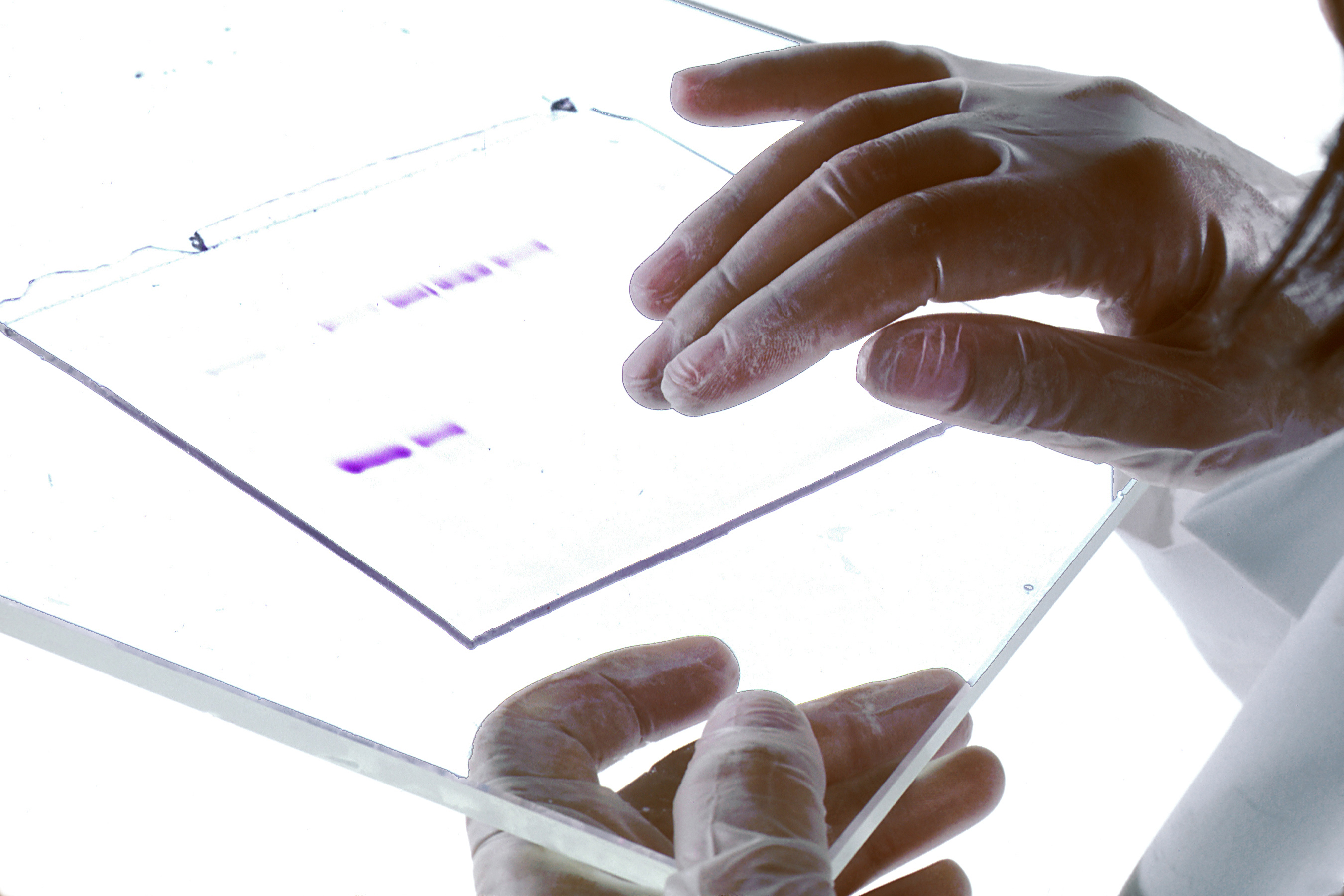
En los años 70, el gobierno de los Estados Unidos ideó el proyecto Les Enfants Terribles. Su plan: crear artificialmente el soldado más poderoso posible. La persona que eligieron como modelo fue el hombre conocido entonces como el mejor soldado del mundo, Big Boss. Es por ello, que Solid y Liquid comparten el mismo genoma, pero difieren en la dominancia y recesividad de este.

- Solid Snake (ソリッド・スネーク Soriddo Sunēku?): Exmiembro de FOXHOUND. Tras los eventos en Outer Heaven (Metal Gear) y Zanzibar Land (Metal Gear 2: Solid Snake) se retira del servicio activo.[44] Sin embargo, es forzado a participar en una nueva misión:[17] confrontar el levantamiento armado de su antigua unidad, que amenaza con un ataque nuclear si no se cumplen sus demandas.[15] En el transcurso de la misión, descubre que su creación fue obra de un proyecto llamado Les Enfants Terribles, donde el gobierno clonó los genes del soldado perfecto, Big Boss.[89][90] Snake debe impedir el ataque, mientras recibe la ayuda de un equipo de apoyo a distancia.[19][20][110]

Equipo de apoyo
- Coronel Roy Campbell (ロイ・キャンベル大佐 Roi Kyanberu Taisa?): Jefe al mando de la operación. Tras dirigir previamente a Solid Snake en la Operación Intrude F014 en Zanzíbar Land, se retira de la unidad FOXHOUND. Son requeridos sus servicios al mando del incidente en Shadow Moses ya que según él, no hay mucha gente que conozca tan bien a la unidad terrorista que él.[111] Sin embargo, el motivo es otro: su sobrina Meryl se encontraba en la isla cuando los renegados tomaron el control de esta.[46] Finalmente, se descubre que Meryl fue enviada estratégicamente al lugar para obligarlo a tomar el control de la operación.[112] Su frecuencia en el códec es 140.85.[113]

- Naomi Hunter (ナオミ・ハンター博士 Naomi Hantā Hakase?): Jefe del personal médico de FOXHOUND y experta en terapia genética.[18] Previo a la misión, le inyecta a Snake nanomáquinas y péptidos anticongelante, para que su sangre y sus fluidos corporales no se hielen a temperaturas subárticas, además de nootrópicos, un tipo de droga que ayuda a mejorar el funcionamiento mental.[45]

- Mei Ling (美玲（メイ・リン） Mei Rin?): Especialista visual y procesadora de datos. Diseñó el códec y el sistema de radar que usa Snake en la misión.[19] Se encarga de guardar los avances de la partida. Su frecuencia en el códec es 140.96.[114]

- Nastasha Romanenko (ナスターシャ・ロマネンコ?): Analista militar, asesora del Grupo de Investigación de Emergencia Nuclear y experta en armas «Hi-Tech».[20] Informa acerca de armas y objetos.[115] Su frecuencia en el códec es 141.52.

- Master Miller (和平・ミラー Wahei Mirā?): De nombre real McDonnell Benedict Miller (マクドネル・ベネディクト・ミラー Makudoneru Benedikuto Mirā?). Exinstructor militar. Contacta con Snake para ofrecerle ayuda acerca de la supervivencia en el duro entorno de Alaska. Según Solid, solo con Miller compartiría una trinchera. Su frecuencia es 141.80.[21]

Aliados
- Dr. Hal Emmerich (ハル・エメリッヒ博士 Haru Emerihhi Hakase?): De apodo Otacon (オタコン Otakon?),[116] es el creador e ingeniero en jefe del Metal Gear REX.[117] Tras ser contactado y renegando contra su creación,[118] se convierte en apoyo vital para impedir cualquier lanzamiento nuclear, ayudando en la ubicación de armas o medicina y la ruta que debe seguir Snake.[68] Su frecuencia en el códec es 141.12.[119]

- Meryl Silverburgh (メリル・シルバーバーグ Meriru Shirubābāgu?): Sobrina de Roy Campbell.[46] Una soldado novata que al no querer levantarse junto a su unidad, fue tomada detenida en las dependencias de Shadow Moses.[47] Tras haber sido contactada con Snake, esta le ofrece ayuda en pos de cumplir la misión.[61]

- Gray Fox (グレイ・フォックス Gurei Fokkusu?): Exmiembro de FOXHOUND. Antiguo aliado de Snake en Outer Heaven y enemigo en Zanzíbar Land. Aparece en Shadow Moses con la forma de un misterioso cyborg ninja, donde Snake logra reconocerlo tras un duro enfrentamiento.[64][65][66] Tras su muerte en Zanzíbar, su cuerpo fue crionizado y posteriormente, puesto en un exoesqueleto, manteniéndolo en un estado de vida-muerte.[67] Tras contactarse con Snake con el seudónimo de «Garganta Profunda»,[62] lo ayuda con el enfrentamiento del Metal Gear REX.[94]

Unidad renegada FOXHOUND
- Liquid Snake ( リキッド・スネーク Rikiddo Sunēku?): Miembro de FOXHOUND y líder de los terroristas.[42] Dirige una legión de soldados genéticamente modificados, llamado soldados genoma, cuyos genes han sido condicionados para aumentar sus atributos físicos.[14] A la vista de esta capacidad de manipular genes, sus exigencias son claras: recuperar los restos del «soldado legendario», Big Boss.[15][43] Una de sus motiviaciones, es vengarse de Solid, debido a que este último fue concebido con los genes dominantes de Big Boss, mientras Liquid, obtuvo los recesivos.[89] El resentimiento aparece cuando comprende que su creación, solo fue para concebir a su hermano.[90]

- Revolver Ocelot (リボルバー・オセロット Riborubā Oserotto?): Antiguo miembro de Spetsnaz, donde aprendió las técnicas más avanzadas de torturas.[120] Especialista en interrogatorios y un formidable pistolero.[42] Porta un Colt Single Action Army, del que dice, es el mejor revólver que existe.[56]

- Psycho Mantis (サイコマンティス?): Ex-psíquico de la KGB.[121] Posee una poderosa capacidad telepática,[121] teniendo la capacidad de leer la mente de las personas.[122] Tras un oscuro pasado,[123] decidió unirse a FOXHOUND con la sola intención de matar a la mayor cantidad de gente posible.[124]

- Vulcan Raven (バルカン・レイブン?): Gigante y brujo.[42] Nativo de Alaska e Inuit. Durante la Guerra Fría entrenó en Rusia, pero tras el golpe de Estado, abandonó el país y se convirtió en mercenario. Se unió a FOXHOUND tras la recomendación de Ocelot.[125] Posee una gran conexión con la naturaleza,[126] y en especial con los cuervos.[127]

- Sniper Wolf (スナイパー・ウルフ Sunaipā Urufu?): Bella y mortífera francotiradora.[42] De origen kurdo,[128] es la mejor tiradora de la unidad.[129] Puede esperar horas, días o semanas a que su presa salga del escondite.[129] Nació en medio de una cruda guerra, de la que fue salvada por el que ella llama Saladino (Big Boss).[130] Se unió a FOXHOUND para poder vengarse de ese devastador mundo.[131]

- Decoy Octopus (デコイ・オクトパス?): Maestro del camuflaje.[42] Copiaba de sus víctimas hasta la misma sangre,[132] lo que le causó la muerte debido al virus FoxDie que tenía como objetivo el Jefe de DARPA.[91]

- Johnny Sasaki (ジョニー Jonī?): Uno de los soldados genoma. Sufre problemas estomacales y de resfriado.

Civiles
- Donald Anderson (ドナルド・アンダーソン?): Jefe de DARPA (Agencia de Proyectos de Investigación Avanzados de Defensa).[16] Fue tomado como rehén tras encontrarse en las instalaciones de Shadow Moses, aparentemente realizando ejercicios secretos,[133] sin embargo, estaba supervisando el desarrollo del Metal Gear.[134] Muere en la sala de torturas a manos de Ocelot, al intentar descubrir su código de lanzamiento.[135]

- Kenneth Baker (ケネス・ベイカー?): Presidente de ArmsTech, una de las principales industrias manufactureras de armas. Fue tomado como rehén por FOXHOUND, al encontrarse en Shadow Moses durante el incidente.[16] Cuando su compañía perdió una importante licitación en la fabricación de armas, su última opción fue el desarrollo en secreto del Metal Gear.[136] Muere a causa del FoxDie.[60]

- Jim Houseman (ジム・ハウスマン?): Secretario de Defensa de los Estados Unidos. Hace aparición vía códec, informándole a Snake que Campbell fue relevado del servicio,[137] dirigiéndose al lugar en awacs, haciendo inminente un ataque aéreo a la isla para eliminar toda evidencia del incidente.[97] Sin embargo, fue relevado de su cargo debido a las autoritarias decisiones que tomó respecto a la misión, evitándose así el ataque y devolviéndole el control de la operación a Campbell.[138]

## Sistema de juego

Representación del Radar Soliton en el «modo de infiltración». Creado por Mei Ling, el punto brillante en medio es el jugador, los puntos rojos son los enemigos. Al radar no le afecta el clima, pero si un enemigo descubre la presencia de Snake, se bloquea. No puede utilizarse en áreas con fuerte resonancia.

A pesar de la transición a 3D, Metal Gear Solid mantiene la similitud de su predecesor en 2D, el Metal Gear 2: Solid Snake de MSX2. El jugador debe manejar al protagonista, Solid Snake, a través de las áreas del juego sin ser detectado por los enemigos. La detección se activa cuando el jugador se mueve en el campo de visión del enemigo, poniendo estos en marcha una alarma que señala al resto de los enemigos armados su ubicación. Esto provoca el inicio del «modo de alerta», donde el jugador debe esconderse y no ser detectado hasta que los enemigos pierdan de vista su ubicación. Tras esto, comienza el «modo de evasión», donde los enemigos se mantienen alerta de la presencia de un intruso. Cuando el contador llegue a cero, se vuelve al «modo de infiltración», donde los enemigos ya no sospechan de la presencia de Snake. El radar no se puede utilizar en modo de alerta o de evasión.
Para evitar ser detectado, el jugador puede realizar técnicas que hacen uso de las capacidades tanto de Solid Snake, como del medio ambiente, tales como gatear debajo de objetos, usar cajas como escondite, agacharse o esconderse alrededor de las paredes, y hacer algún ruido para distraer a los enemigos. Estas se llevan a cabo utilizando la cámara en tercera persona, que a menudo cambia su ángulo para dar al jugador la mejor vista posible de la zona, y un radar en la pantalla, que muestra a los enemigos y su campo de visión. Snake también puede hacer uso de muchos artículos y aparatos, tales como gafas infrarrojas, raciones o cigarrillos. El énfasis en el sigilo promueve una forma menos violenta del juego, ya que la confrontación contra grandes grupos de enemigos, provoca graves daños para el jugador.
El progreso del juego está marcado por las escenas cinemáticas y la comunicación por códec, así como los encuentros con los distintos jefes. Para avanzar, los jugadores deben descubrir las debilidades de cada uno y derrotarlo. Sobre los controles y las distintas estrategias del juego, se puede acceder las distintas ayudas a través del códec, donde el equipo de apoyo de Snake, por ejemplo, recuerda al jugador que guarde su progreso con suficiente frecuencia, o le explica sus movimientos de combate en función a los botones que debe presionar en el mando. El códec se utiliza para proporcionarle al jugador más información sobre el fondo de la historia del juego. Al final de la aventura, se le proporciona al jugador un resumen estadístico y un «nombre en clave» sobre su desempeño, que se lista a partir del nombre de diversos animales.
Por primera vez en la serie Metal Gear, un modo de entrenamiento, llamado «Modo VR», está disponible, en el que los jugadores pueden practicar técnicas las de infiltración, el uso de armas, y el sigilo. Además, existen pequeñas misiones que implican enfrentamientos entre el jugador y diversos enemigos desde la perspectiva de la tercera y primera persona.

### Cuarta pared

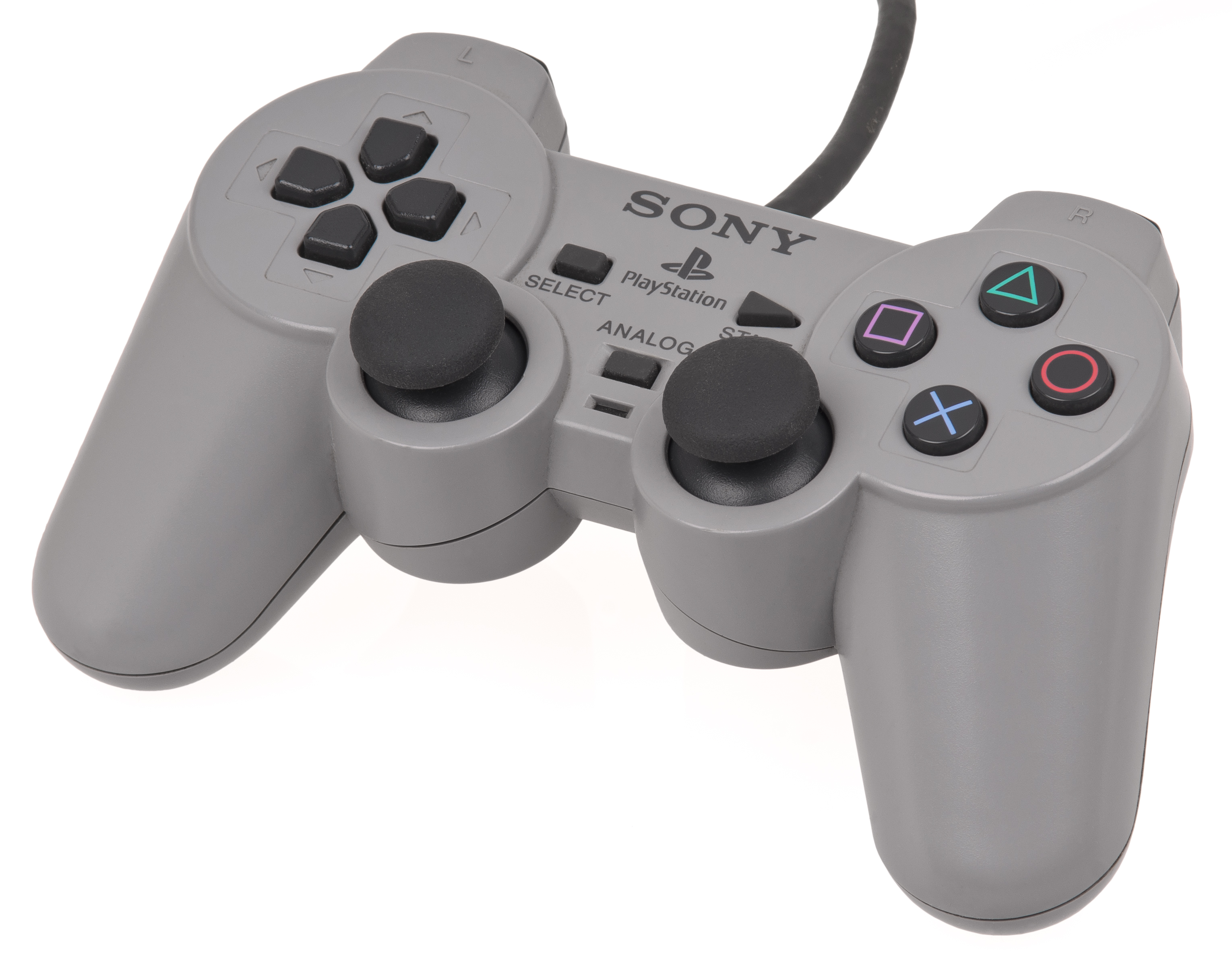
El DualShock permitió una experiencia de juego de gran realismo.

Una de las características de la saga Metal Gear es la interacción que se genera con el jugador, esta se evidencia en la forma en como la aventura rompe la cuarta pared. Este recurso consiste en traspasar la barrera que existe entre el protagonista y su historia, con el jugador. El equipo de apoyo se comunica con Snake para darle instrucciones acerca de su misión. La cuarta pared se traspasa cuando estas implican el uso de cada uno de los botones del controlador. Campbell le explica a Snake, que para comunicarse con él vía códec, debe apretar el botón Seleccionar, como también, que la forma de hacer la técnica rápel, es utilizar el botón X para separarse del muro, mientras se pulsa el Botón Dirigir para descender.
Para que Snake soporte la tortura que le aplica Ocelot, debe pulsar repetidamente el botón círculo. Tras esta, un adolorido Snake se comunica vía códec con Naomi, la cual le ofrece estimularle las fibras musculares con las nanomáquinas que le inyectó previo a la infiltración. La Dra. le pide al jugador que coloque el controlador en su brazo, donde activándose el modo de vibración del mando (DualShock), estimula el adolorido brazo del personaje y del jugador. En estas situaciones, los caracteres no abandonan el universo ficticio del juego ni su línea argumental, pero adentran al jugador a ser partícipe de este asumiendo su presencia.
El ejemplo más reconocido de como se rompe la cuarta pared en Metal Gear Solid es la batalla contra Psycho Mantis. Su poder telepático y la capacidad de leer la mente, se proyecta a través del jugador, donde previo al duelo resume la experiencia de este en lo que lleva de la aventura, catalogando su desempeño frente a trampas y enemigos, además de si ha salvado frecuentemente o no la partida. Posteriormente, le pide al jugador que coloque el controlador en alguna superficie plana, con la intención de moverlo solo con sus poderes psicokinéticos, situación que ocurre gracias al DualShock.

La batalla con Psycho Mantis es interrumpida por una imagen que aparenta ser el modo VIDEO de los televisores de la época.

Tras la demostración, decide leer la mente del jugador con más intensidad, revelándole que videojuegos le gustan. Esto se debe a que utiliza los datos guardados en la tarjeta de memoria, para identificar que otros videojuegos posee el jugador. Además, reconoce el género de estos, resaltando si le agradan los juegos arcade, de aventura, de acción, de deportes, entre otros. En la versión de PlayStation, algunos de los juegos que puede leer son Azure Dreams, Suikoden, Castlevania: Symphony of the Night, Vandal Hearts, Policenauts y Snatcher. En Metal Gear Solid: The Twin Snakes para GameCube menciona a Super Smash Bros. Melee, Eternal Darkness: Sanity's Requiem, Super Mario Sunshine y The Legend of Zelda: The Wind Waker. Si en la tarjeta de memoria, no hay ningún dato de otro videojuego, Mantis mencionará que nuestra mente se encuentra limpia.
Al comienzo de la batalla, la imagen de esta desaparece por unos segundos, siendo reemplazada por una que aparenta ser el modo VIDEO de algunos televisores de la época, cambiando esta palabra por la de HIDEO (nombre de pila de Kojima), revelando que el poder mental de Mantis es capaz de controlar hasta el televisor del jugador. Cuando se intenta utilizar la visión en primera persona, ya no es posible mirar a través de los ojos de Snake, sino que vemos a través de los ojos de Mantis, ya que es este último el que está en nuestra cabeza y nosotros vemos a través de sus ojos. El modo de derrotarlo no es único, sin embargo, una de las formas de hacerlo y que traspasa la cuarta pared, es la que le aconseja Campbell al jugador: como Mantis está usando su poder psíquico para leer el movimiento del mando, evitando así cualquier tipo de ataque, se debe cambiar el controlador del Puerto 1 y colocarlo en el Puerto 2, lo que le impide anticipar los movimientos del protagonista.
El personaje, la calidad de la batalla y como esta traspasa la cuarta pared, ha sido elogiada por diversos medios, ya que Psycho Mantis se ha dirigido a nosotros por encima del protagonista del juego, reconociendo así que con quien tiene que hablar es con el jugador, evidenciando que está en un mundo distinto al nuestro, pero que puede incidir en él.

### Armas y equipamiento

#### Equipo
- Caja: Sirve para esconderse, sorprender a los enemigos o, dependiendo del tipo, montar en camiones y viajar por la base.
- Cigarrillos: Se usan para detectar los rayos infrarrojos con el humo.
- Ración: Es básicamente una ración de comida que regenera la vida (LIFE).
- Diazepam: Es un medicamento para la relajación muscular útil para mejorar la precisión al utilizar rifles de francotirador.
- Detector de minas: Encuentra las minas
- Gafas de visión nocturna: Para ver en la oscuridad
- Gafas térmicas: Para encontrar minas, infrarrojos, enemigos ocultos tras muros o enemigos con el camuflaje óptico.

#### Armamento
- / Mk. 23 (SOCOM): Pistola semiautomática con silenciador que se encuentra en el hangar del tanque.
- FAMAS: Fusil de asalto francés de diseño Bullpup. Es el que usan los soldados que patrullan la base.
- PSG-1: Rifle de francotirador que se usa contra Sniper Wolf
- Stinger: Lanzamisiles portátil con misiles que se guían por calor. Ideal para luchar contra el Hind y Metal Gear REX.
- Nikita: Lanzamisiles ficticio con proyectiles a control remoto.
- Granada: Arma arrojadiza que explota tras cinco segundos.
- Granada chaff: No daña a los enemigos pero sí a los equipos electrónicos como cámaras de seguridad.
- Granada Aturdidora: Tras detonarse produce un destello cegador y un sonido explosivo ensordecedor que incapacita a los enemigos cercanos.

## Desarrollo
| Director                     | Hideo Kojima                                                  |
| Escritores                   | Hideo Kojima Tomokazu Fukushima                               |
| Productor                    | Motoyuki Yoshioka                                             |
| Productores ejecutivos       | Kazumi Kitaue Hideo Kojima Akihito Nagata                     |
| Director de programación     | Kazunobu Uehara                                               |
| Director de movimiento       | So Toyota                                                     |
| Director de arte             | Yoji Shinkawa                                                 |
| Director de sonido           | Kazuki Muraoka                                                |
| Director de voz              | Kris Zimmerman Salter                                         |
| Música                       | Kazuki Muraoka Hiroyuki Tōgo Takanari Ishiyama Lee Jeon Myung |
| Diseño de los personajes     | Yoji Shinkawa                                                 |
| Supervisor de diseño         | Hideo Kojima                                                  |
| Asesor militar               | Motosada Mori                                                 |
| Supervisor de armas de fuego | Yoji Shinkawa                                                 |
| Guion gráfico                | So Toyota Yoji Shinkawa                                       |
| Modelador de personajes      | Takashi Mizutani                                              |
| Efectos especiales           | Ikuzo Fujimura Daizo Shikama Takashi Mizutani Yoji Shinkawa   |
| Traductor                    | Jeremy Blaustein                                              |
| Agradecimientos              | Scott Dolph Ken Ogasawara Jon Sloan                           |
| Referencias                  | [ 158 ] [ 159 ] [ 160 ]                                       |

Según la línea de tiempo mostrada en el libro del premium package del juego Metal Gear Solid lanzado en Japón en 1998, se establece que en el año 1993 Kojima comenzó a idealizar la tercera parte de Metal Gear a raíz del anuncio de una consola con gran poder en 3D, es decir, el PlayStation de Sony. En 1994 Hideo Kojima trabaja y lanza Policenauts para PC-9821, y posteriormente para 3DO en 1995.  
Kojima retituló el juego a Metal Gear Solid, por sobre la primera elección. Esto se debió al hecho de que él creía que las dos primeras entregas de MSX2, no eran muy conocidas. El uso de la palabra «Solid», se debió a que esta tercera entrega utiliza gráficos 3D por computadora, haciendo a los personajes muchos más «sólidos», además de ser en referencia a Solid Snake, el protagonista de la entrega. Las secuelas de este juego también utilizan el título Metal Gear Solid, siguiendo con una progresión numérica.
El desarrollo de Metal Gear Solid comenzó a mediados de 1995, con la intención de crear «el mejor juego de PlayStation». Los desarrolladores apuntaron a la precisión y al realismo, al tiempo que hacían el juego agradable y tenso. En las primeras etapas de desarrollo, el equipo SWAT de Huntington Beach familiarizaba a los creadores con una demostración de distintos vehículos, armas y explosivos. El experto en armas Motosada Mori también fue aprovechado como asesor técnico en la investigación, que incluyó visitas a la Reserva Militar Fort Irwin y a sesiones de tiro en Stembridge Gun Rentals. Kojima declaró que «Si el jugador no es engañado en la creencia de que el mundo es real, entonces no tiene sentido hacer el juego». Para cumplir con esto, se hicieron ajustes hasta los más mínimos detalles, incluso el modelamiento de pequeños escritorios individuales.
Hideo Kojima creó los personajes de Metal Gear Solid. Las modificaciones y la mecánica fueron realizados por el artista conceptual Yoji Shinkawa. Se completó el proceso por artistas poligonales usando dibujos en pincel y modelos de arcilla del mismo Shinkawa. Kojima quería una mayor interacción con los objetos y el medio ambiente, con lo que le permitía al jugador ocultar los cuerpos en un compartimiento de almacenamiento. Además, quería «una orquesta junto al lado del jugador». Su idea: un sistema que creara modificaciones al tempo y textura de la pista que se está reproduciendo, en lugar de cambiar drásticamente a la siguiente. A pesar de que estas características no se podían lograr en ese momento, se llevaron a cabo en Metal Gear Solid 2: Sons of Liberty.
Metal Gear Solid fue exhibido al público en el evento de juegos Electronic Entertainment Expo en 1997, como un pequeño vídeo. Más tarde se pudo jugar por primera vez en el Tokyo Game Show en 1998, y lanzado oficialmente el mismo año en Japón, con una extensa campaña de promoción. Anuncios en televisión y revistas, muestras en tiendas, y obsequios de la demo, significaron un total 8 millones USD en gastos de promoción. Se estima que unos 12 millones de demos del juego se distribuyeron en 1998.

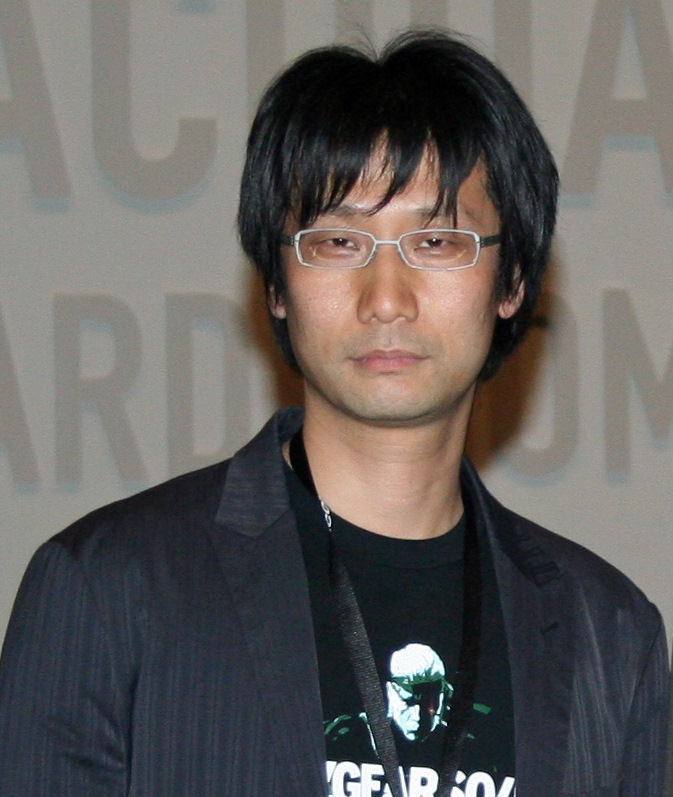
Hideo Kojima, director, productor, escritor.
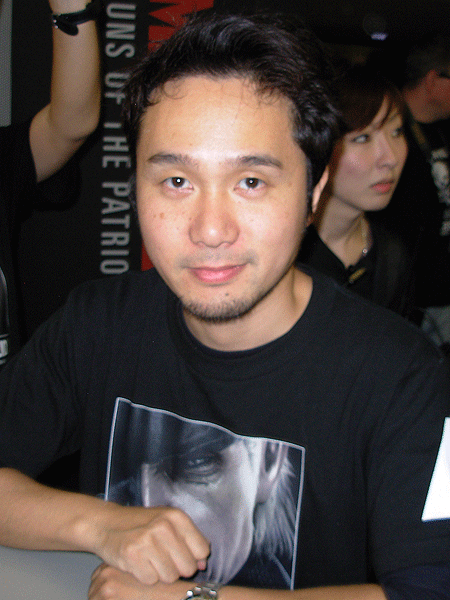
Yoji Shinkawa, director de arte, diseñador de los personajes.

### Reparto y doblaje
Para la versión original en japonés, fueron elegidos más de 15 actores de voz para interpretar a los personajes del juego. Yumi Takada fue el encargado del casting, mientras que Nicole Punicki y Derek Vanderhorst estuvieron a cargo de la grabación y la supervisión de los diálogos, respectivamente. La versión en inglés de Metal Gear Solid fue traducida por Jeremy Blaustein, quien posteriormente trabajó en títulos como Snatcher, Silent Hill 2 y la saga Shadow Hearts, Además de estas versiones, doblajes al español, alemán, francés e italiano fueron lanzados en Europa.
La versión en español se dobló en 10 días, en sesiones de dos a tres horas diarias. La grabación se realizó sin referencias visuales y con varios actores a la vez, proceso muy distinto al habitual, donde cada actor graba su diálogo por separado, para posteriormente unir y armar el trabajo final. La dirección del doblaje al español estuvo a cargo de Guillermo Reinlein, bajo la supervisión de personal japonés. A continuación, se muestra una tabla con actores de voz que participaron en Metal Gear Solid:

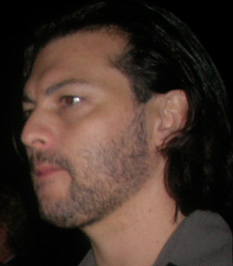
David Hayter, actor de voz que encarna a Solid Snake en su versión en inglés. En entregas posteriores mantiene el papel en la saga, además de personificar a Big Boss.

| Personaje          | Actor de voz     | Actor de voz         | Actor de voz        |
| Personaje          | Japonés          | Inglés               | Español             |
| Solid Snake        | Akio Ōtsuka      | David Hayter         | Alfonso Vallés      |
| Liquid Snake       | Banjô Ginga      | Cam Clarke           | Ricky Coello        |
| Meryl Silverburgh  | Kyôko Terase     | Debi Mae West        | Ana María Campos    |
| Naomi Hunter       | Hiromi Tsuru     | Jennifer Hale        | Meritxell Ane       |
| Hal Emmerich       | Hideyuki Tanaka  | Christopher Randolph | Quique Hernández    |
| Roy Campbell       | Takeshi Aono     | Paul Eiding          | Vicente Gil         |
| Mei Ling           | Houko Kuwashima  | Kim Mai Guest        | Noemí Bayarri       |
| Gray Fox           | Kaneto Shiozawa  | Greg Eagles          | José Javier Serrano |
| Nastasha Romanenko | Eiko Yamada      | Renee Raudman        | Marta Estrada       |
| Master Miller      | Banjô Ginga      | Cam Clarke           | Ricky Coello        |
| Revolver Ocelot    | Kōji Totani      | Patric Zimmerman     | Javier Amilibia     |
| Vulcan Raven       | Yukitoshi Hori   | Peter Lurie          | Joaquín Gómez       |
| Psycho Mantis      | Kazuyuki Sogabe  | Doug Stone           | Francesc Rocamora   |
| Sniper Wolf        | Naoko Nakamura   | Tasia Valenza        | Ana Orra            |
| Donald Anderson    | Masaharu Satō    | Greg Eagles          | Javier Amilibia     |
| Kenneth Baker      | Yuzuru Fujimoto  | Allan Lurie          | Paco Alborch        |
| Jim Houseman       | Tomohisa Asô     | William Bassett      | Javier Amilibia     |
| Soldado Genoma A   | Masaya Takatsuka | Doug Stone           | Guillermo Coello    |
| Soldado Genoma B   | Naoki Imamura    | Peter Lurie          | Ricky Coello        |
| Johnny Sasaki      | Naoki Imamura    | Dean Scofield        | Quique Hernández    |
| Computadora        | Naoko Nakamura   | Tasia Valenza        | Meritxell Ane       |

### Adaptaciones y relanzamientos
La versión en inglés de Metal Gear Solid contuvo pequeñas mejoras, tales como niveles de dificultad ajustables, un traje esmoquin a modo de bonus para Snake, y el «Demo Theater», para visualizar las escenas y conversaciones del códec. Un paquete especial se lanzó en Japón y Asia que contiene el juego, una camiseta, placas de identificación, un CD de música con las bandas sonoras de los juegos de MSX2, y un folleto con información acerca de la producción del juego y la trama. Una versión europea del paquete también fue producida, con contenido diferente de la versión japonesa.
La versión japonesa de Metal Gear Solid, así como la versión Integral, han sido reeditadas dos veces: la primera en The Best Range de PlayStation y la segunda como un título de la PSone Books. Del mismo modo, las versiones americanas y europeas de Metal Gear Solid se reeditaron en la versión «Greatest Hits» y «Platinum», respectivamente. El juego está incluido en el set japonés Metal Gear Solid: 20th Anniversary Collection y en el American Essential Collection. El original Metal Gear Solid fue lanzado en la PlayStation Store para su descarga en PlayStation 3 y PlayStation Portable en 2008 para Japón y 2009 para América del Norte y Europa.

#### IntegralyVR Missions
Lanzado el 25 de junio de 1999 para la plataforma PlayStation en Japón, Metal Gear Solid: Integral es una versión ampliada del juego original para la versión americana. Las voces japonesas originales se reemplazaron con el doblaje en inglés, al tiempo que ofreció una opción entre subtítulos en japonés e inglés, además de incluir un disco extra de misiones de entrenamiento de realidad virtual llamado el «VR Disc». Los contenidos agregados al juego original son un traje alternativo para Meryl, para complementar el esmoquin de Solid Snake y el nuevo traje rojo del cyborg ninja, un nivel de dificultad «Muy fácil», donde el jugador comienza su misión con un subfusil MP5 con munición infinita, nuevas frecuencias en el códec con comentarios del personal y con música oculta, un modo de vista en primera persona, una opción para nuevas rutas alternativas de las patrullas enemigas, y un minijuego descargable para PocketStation.
El «VR Disc» cuenta con más de 300 misiones de prueba, desde el uso del sigilo a habilidades de tirador, así como pruebas menos convencionales, como resolver misteriosos asesinatos, luchar contra soldados genoma gigantes, y tres misiones donde el jugador controla el cyborg ninja. Otras características especiales incluyen avances para el Metal Gear Solid, una vista previa artística del Metal Gear RAY de Metal Gear Solid 2: Sons of Liberty y un modo «cámara», donde Snake le puede tomar fotografías a Mei Ling y Naomi. En Japón, la revista Famitsu evaluó a Integral y el «VR Disc» con un 34 de 40.
El «VR Disc» de la versión Integral fue lanzado como producto independiente fuera de Japón, en América del Norte como Metal Gear Solid: VR Missions el 23 de septiembre de 1999, y en Europa como Metal Gear Solid: Special Missions el 29 de octubre de 1999. Al cargar las misiones especiales, se le pide al jugador que reemplace el disco del juego con cualquiera de los discos del Metal Gear Solid. Si el disco está correctamente identificado, el jugador puede insertar el disco de las misiones especiales y el juego se carga con normalidad. Este requisito se ausentó en las versiones americanas y japonesas de VR Missions.
Una versión para PC de Integral también fue lanzado en Europa y América del Norte a finales del 2000, bajó la PocketStation. Con una evaluación de 83/100 de Metacritic, el juego fue criticado por «problemas gráficos» y debido a que esencialmente es una versión idéntica a la de PlayStation.

#### The Twin Snakes
Una adaptación de Metal Gear Solid, titulado Metal Gear Solid: The Twin Snakes, fue desarrollado por Silicon Knights, bajo la supervisión de Hideo Kojima y lanzado para Nintendo GameCube en América del Norte, Japón y Europa en marzo de 2004. Mientras Twin Snakes fue desarrollado en gran parte por Silicon Knights, los cortes de escenas se desarrollaron en Konami, y fueron dirigidos por el director japonés Ryuhei Kitamura, lo que se refleja en su estilo dinámico, utilizando el tiempo bala y amplias coreografías en los tiroteos. Si bien la historia y la configuración del juego se mantuvieron sin cambios (aunque unas pocas líneas de diálogo se reescribieron para hacerlas parecidas a la versión original en japonés), se añadieron una serie de características que aparecieron en la secuela  Metal Gear Solid 2: Sons of Liberty, como la vista en primera persona para apuntar y colgarse por las barras en las paredes. Otro cambio fue en la actuación de voz en inglés, debido a la reducción de los acentos de Mei Ling, Naomi y Nastasha, así como la redefinición del actor de voz del cyborg ninja, de Greg Eagles en la versión original (que también hace la voz del Jefe DARPA), a Rob Paulsen. También se actualizaron los gráficos para que coincidieran con los de MGS2.

### Banda sonora
Metal Gear Solid Original Game Soundtrack es la banda sonora oficial de Metal Gear Solid. La mayor parte de la música original fue compuesta e interpretada por el Equipo de Sonido de Japón de Konami Computer Entertainment (KCE Japan Sound Team), conformado por Kazuki Muraoka, que posteriormente participó en la banda sonora de Metal Gear Solid 3: Snake Eater, Takanari Ishiyama, Gigi Meroni, Lee Myung Jeon y Hiroyuki Togo. El título principal de la entrega, llamado «Metal Gear Solid Main Theme» fue compuesto por el grupo Tappy Iwase.
La música final de los créditos fue compuesta por Rika Muranaka y se titula «The Best Is Yet to Come». Fue grabada en Beech Park Studio bajo la supervisión de Philip Begley, y producida por la misma Muranaka, fue traducida e interpretada en irlandés por Aoife Ní Fhearraigh. A continuación se enlista en detalle de los músicos que participaron en el trabajo:
| Músicos - Aoife Ní Fhearraigh — voz - Declan Masterson — flauta, buzuki - James Blennerhassett — contrabajo - John Fitzpatrick — viola - Noel Bridgeman — percusión - Rika Muranaka — teclados, productor Personal adicional - Philip Begley — ingeniero - David Downes — arreglos | Coros - Iarlaith Carter - Stephen Mailey - Eimear Noone - Meav Ní Mhaolchatha - John Mc Namara - Cathal Clinch - Rachel Talbot - Sinead Fay - Sylvia O'Brieniarlaith Carter |

Un total de tres versiones de la banda sonora fueron lanzadas. Las últimas incluían el tema «Metal Gear Solid Control Mix», que no apareció en el original. Las ediciones impresas limitadas de la copia japonesa y las copias europeas fueran lanzadas en fundas de cartón, acompañadas con la caja del CD. La edición final japonesa no se lanzó con la funda de cartón. La banda sonora fue lanzada el 23 de septiembre de 1998 bajo el sello King Records, tres semanas después del lanzamiento del juego en Japón.
Acusaciones de plagio por parte de compositores rusos señalaban que existían fuertes similitudes entre el tema principal de la entrega, compuesto por Tappy, con el concierto Pushkin's Garland del compositor Georgy Sviridov. El responsable de la música en la saga, Norihiko Hibino, mantenía que no había plagio, pero para evitar motivos legales, el tema no volvió a usarse en Metal Gear Solid 4: Guns of the Patriots.
A continuación se presenta una lista con los temas de la banda sonora y su duración:
| Lista de temas de Metal Gear Solid Original Game Soundtrack |                                                        |          |  |
| N.º                                                         | Título                                                 | Duración |  |
| 1.                                                          | «Metal Gear Solid Main Theme»                          | 2:42     |  |
| 2.                                                          | «Introduction»                                         | 0:57     |  |
| 3.                                                          | «Discovery»                                            | 5:05     |  |
| 4.                                                          | «Cavern»                                               | 3:11     |  |
| 5.                                                          | «Intruder 1»                                           | 2:04     |  |
| 6.                                                          | «Encounter»                                            | 2:20     |  |
| 7.                                                          | «Intruder 2»                                           | 1:55     |  |
| 8.                                                          | «Warhead Storage»                                      | 3:39     |  |
| 9.                                                          | «Intruder 3»                                           | 2:55     |  |
| 10.                                                         | «Mantis' Hymn»                                         | 2:56     |  |
| 11.                                                         | «Hind D»                                               | 1:58     |  |
| 12.                                                         | «Duel»                                                 | 2:22     |  |
| 13.                                                         | «Enclosure»                                            | 2:14     |  |
| 14.                                                         | «Blast Furnace»                                        | 2:58     |  |
| 15.                                                         | «Colosseo»                                             | 1:53     |  |
| 16.                                                         | «REX's Lair»                                           | 3:05     |  |
| 17.                                                         | «Escape»                                               | 3:11     |  |
| 18.                                                         | «End Title / The Best Is Yet to Come»                  | 5:46     |  |
| 19.                                                         | «VR Training»                                          | 2:37     |  |
| 20.                                                         | «Metal Gear Solid Main Theme» (Edición de 1993 del E3) | 5:23     |  |
| 21.                                                         | «Metal Gear Solid Control Mix» (Mezclado por Quadra)   | 6:53     |  |

## Recepción

### Comercial
Metal Gear Solid fue un éxito comercial, vendiendo más de seis millones de copias en todo el mundo. Tras su lanzamiento en Japón, vendió alrededor de 675 000 copias, convirtiéndose entre los 15 títulos más vendidos ese año en la industria de los videojuegos. Desde entonces, se comercializaron hasta 780 000 copias en aquel territorio, ubicándose en el puesto 238 de los juegos más vendidos de todos los tiempos en aquel país. Después de su lanzamiento, fue uno de los juegos más alquilados, y encabezó las listas de ventas en el Reino Unido. Metal Gear Solid se convirtió en el juego de la saga más vendido en Norteamérica, con más de tres millones de copias. Su versión remasterizada, Metal Gear Solid: The Twin Snakes para Nintendo GameCube, logró alcanzar la cifra de medio millón de copias. Metal Gear Solid aparece dentro de los diez títulos más vendidos de la PlayStation, superando a entregas como Resident Evil 2 y Tomb Raider. A continuación, se muestra una tabla con las ventas (en millones) de los títulos:
| \| Título \| Plataforma \| Año \| Ventas (en millones) \| Ventas (en millones) \| Ventas (en millones) \| Ventas (en millones) \| Total de Ventas \| \| Título \| Plataforma \| Año \| NA \| EU \| JP \| OTROS \| Total de Ventas \| \| Metal Gear Solid \| PlayStation \| 1998 \| 3,18 \| 1,83 \| 0,78 \| 0,24 \| 6,03 \| \| Metal Gear Solid: Integral \| PlayStation \| 1999 \| - \| - \| 0,1 \| 0,01 \| 0,11 \| \| Metal Gear Solid: The Twin Snakes \| GameCube \| 2004 \| 0,3 \| 0,08 \| 0,07 \| 0,01 \| 0,47 \| \| Total (hasta septiembre de 2013) \| \| \| \| \| \| \| 6,61 \| |             |      |                      |                      |                      |                      |                 |
| Título | Plataforma  | Año  | Ventas (en millones) | Ventas (en millones) | Ventas (en millones) | Ventas (en millones) | Total de Ventas |
| Título | Plataforma  | Año  | NA                   | EU                   | JP                   | OTROS                | Total de Ventas |
| Metal Gear Solid | PlayStation | 1998 | 3,18                 | 1,83                 | 0,78                 | 0,24                 | 6,03            |
| Metal Gear Solid: Integral | PlayStation | 1999 | -                    | -                    | 0,1                  | 0,01                 | 0,11            |
| Metal Gear Solid: The Twin Snakes | GameCube    | 2004 | 0,3                  | 0,08                 | 0,07                 | 0,01                 | 0,47            |
| Total (hasta septiembre de 2013) |             |      |                      |                      |                      |                      | 6,61            |

### Crítica
El juego fue aclamado por la crítica, obteniendo un 93,24% y 94/100 de puntuaciones promedios en los sitios web especializados en videojuegos GameRankings y Metacritic, respectivamente. PlayStation Magazine le dio una puntuación de 10/10, calificándolo como «El mejor juego jamás hecho. Apasionante e inolvidable». Nintendo Gamer señaló que «es como jugar un éxito de taquilla de gran presupuesto, sólo que mejor». IGN le otorgó un 9.8 sobre 10 y dijo que se trataba de «lo más cercano a la perfección que cualquier otro juego en el género de la acción de PlayStation» y lo calificó como «hermoso, fascinante e innovador... en todas las categorías imaginables». Los usuarios y críticos de GamePro le dieron un puntaje promedio de 4.8 de 5, lo calificaron como la «oferta más alta de esta temporada», pero criticó la velocidad de sus fotogramas. GameSpot criticó también lo fácil que es para el jugador evitar ser visto, así como la corta duración del juego, y lo calificó como «más una obra de arte que un juego actual». La entrega recibió el Excellence Award for Interactive Art (Premio a la Excelencia al Arte Interactivo) en el Japan Media Arts Festival en 1998.
Metal Gear Solid es reconocido a menudo como uno de los títulos clave que participaron en la popularización del género de los juegos de sigilo. La idea de que el jugador comience desarmado y tenga que evitar ser visto por los enemigos en lugar de luchar contra ellos, se ha utilizado en muchos juegos desde entonces. A veces también es reconocido por ser una especie de película además de videojuego, debido a las largas escenas cinemáticas y a la complicada historia. Entertainment Weekly dijo que la entrega de Kojima «abrió un nuevo camino en la producción al estilo de películas... y el estilo de juego basado en el sigilo, alienta a esconderse en cajas y atravesar los pisos arrastrándose». GameTrailers afirmó que el título «inventó el juego de sigilo» y lo llamó «cautivante, ingenioso y valiente». Metal Gear Solid es a menudo considerado como uno de los mejores juegos para la consola PlayStation, y ha aparecido en las listas de los mejores videojuegos, en GameFAQs, la revista japonesa Famitsu, Entertainment Weekly, Game Informer, GamePro, Electronic Gaming Monthly y GameTrailers,
entre otros. Sin embargo, su puesto en estas listas es inconsistente, ya que se posiciona desde el primer lugar, al número 50.
En 2002, IGN lo clasificó como el mejor juego de PlayStation, afirmando que solo el demo tuvo «más juego que la mayoría de los títulos finales». También le otorgaron premios al «Mejor Final» y «Mejor Villano». En 2005, lo colocaron número 19 en su lista de los «Top 100 Games», dijeron que era «un juego que verdaderamente se sentía como una película» y que «las peleas eran únicas e innovadoras», y afirmó que era «el fundador del género de sigilo». Guinness World Records premio a Metal Gear Solid en la edición del World Records Gamer Guinness de 2008, con el título de Most Innovative Use of a Video Game Controller (El Uso Más Innovador del Control en un Videojuego), por la lucha contra Psycho Mantis. En 2010, PC Magazine lo clasificó como séptimo en la lista de los videojuegos más influyentes de todos los tiempos, haciendo referencia a su influencia en «títulos tan sigilosos como Assassin's Creed y Splinter Cell». En 2012, Time lo nombró uno de los 100 mejores videojuegos de todos los tiempos, y G4TV lo clasificó dentro de los mejores 45 videojuegos de la historia. Según 1UP.com, el estilo cinematográfico de la entrega, sigue influyendo a juegos modernos de acción como Call of Duty. Metal Gear Solid, junto con su secuela Metal Gear Solid 2: Sons of Liberty fueron presentados en The Art of Video Games del Smithsonian American Art Museum, que se celebró del 16 marzo al 30 de septiembre de 2012.

## Adaptaciones a otros medios
Diversos personajes y objetos del universo Metal Gear Solid han hecho apariciones en otras franquicias de videojuegos. Beatmania, videojuego de Konami de 1997, contenía un remix del tema principal de Metal Gear Solid, de 140 bpm y de género big beat. El videojuego de carreras de 2001, Konami Krazy Racers, de Game Boy Advance e iOS, tiene como personaje elegible a Grey Fox (como cyborg ninja), así como también, cuenta con un circuito de carreras basado en la «Torre de Comunicaciones», junto a una versión modificada del tema principal del juego. Solid Snake hace una pequeña aparición en Boktai 2: Solar Boy Django, videojuego de Game Boy Advance de 2004. En Ape Escape 3 de 2006, la entrega hace aparición en un modo especial llamado «Mesal Gear Solid», donde el protagonista es un simio de nombre Pipo Snake (o Ape Snake). Este minijuego posee la misma jugabilidad y atmósfera del videojuego creado por Kojima. En la E3 de 2006, Nintendo confirmó que en la nueva entrega de Super Smash Bros. Brawl de su consola Wii, Solid Snake sería un personaje jugable. Masahiro Sakurai, director creativo de la serie, comentó que la inclusión de Solid Snake se debió a que el mismo Hideo Kojima le rogó la inclusión del personaje a la última entrega de la franquicia. Además de Snake, el hangar de Shadow Moses aparece como escenario, y participan en él: Roy Campbell, Mei Ling y Otacon, que prestarán ayuda a Snake vía Códec, con información y comentarios de los demás personajes.
Una novelización de Metal Gear Solid fue publicada en 2008, escrita por Raymond Benson, autor de nueve novelas de James Bond. La reacción de la crítica a la novela de Benson ha sido en general positiva, el sitio de internet Bookgasm redactó que «Benson hizo un buen trabajo interpreando el juego a la página» con Metal Gear Solid. Un cómic con una historia adaptada de Metal Gear Solid fue publicado por IDW Publishing en 2004. Fue escrito por Kris Oprisko y posee ilustraciones de Ashley Wood. La serie duró 24 números, compilándose en dos tomos y en una edición de colección de tapa dura que se encuentra actualmente fuera de impresión. La colección completa se lanzó en un libro de bolsillo titulado Metal Gear Solid Omnibus, puesto a la venta en junio de 2010.
Un radioteatro basado en Metal Gear Solid se emitió en Japón desde 1998 hasta 1999 como parte del programa DB clud, sindicado de Konami. Dirigida por Shuyo Murata y escrita por Motosada Mori, la serie duró más de 12 entregas semanales que abarcan tres arcos de la historia. La serie fue compilada más tarde y vendida en un set de dos volúmenes. La historia se sitúa como una continuación alternativa a los eventos de Shadow Moses, con Solid Snake, Meryl Silverburgh, Mei Ling y Roy Campbell realizando futuras misiones como unidad FOXHOUND, aunque esta no se considera parte del canon principal de Metal Gear. Los actores de voz japoneses repitieron sus papeles para la serie, mientras que otros nuevos personajes fueron también introducidos.
En 1999, McFarlane Toys, en colaboración de Konami, lanzó una serie de figuras de acción de personajes claves de Metal Gear Solid. Para celebrar el 25 aniversario de la franquicia, la empresa Kotobuki publicó una figura del «Metal Gear REX» a escala de 1/100, que contaba con pequeñas figuras de Solid Snake, Liquid Snake y Gray Fox.

### Película
En mayo de 2006, el creador de la saga Metal Gear, Hideo Kojima, anunció que una adaptación en película de Metal Gear Solid estaba en desarrollo. Las primeras fechas especulativas sobre el estreno del film, databan para el año 2011, sin embargo el proyecto nunca se concretó. Kojima, que declaró que la película sería realizada en habla inglesa, anunció en la Electronic Entertainment Expo de 2006 que ya se había negociado con un equipo cinematográfico de Hollywood, para trabajar en la adaptación. Kojima consideró a Alaska como el lugar de la producción de la película, debido a que es el lugar geográfico donde se desarrolla Metal Gear Solid. David Hayter, el actor del doblaje en inglés de Solid Snake, había ofrecido su participación en el proyecto, pero los ejecutivos no lo consideraron. Kojima también negó los comentarios del director alemán Uwe Boll, como un posible candidato para dirigir la adaptación.
Quentin Tarantino expresó el interés de que el director de Equilibrium, Kurt Wimmer escribiera el guion de la película. Wimmer también se consideró como posible candidato a dirigir la adaptación. Aki Saito de Konami comentó que el director de There Will Be Blood, Paul Thomas Anderson, estaba interesado en participar el proyecto, pero el productor de la saga, Michael De Luca, desmintió el rumor. El actor de The Dark Knight, el británico Christian Bale, negó los rumores que lo colocaban en el papel de Solid Snake en la película. Sin embargo, el 11 de enero de 2010, De Luca confirmó que el proyecto cinematográfico de la adaptación de Metal Gear Solid fue pospuesto indefinidamente. Señaló que uno de los motivos de la decisión, fue la preocupación de Konami respecto a posibles resultados negativos del film, que pudieran repercutir en la imagen de la franquicia.
En marzo de 2012, en la exhibición «The Art of Video Games» («El Arte de los Videojuegos») en el Smithsonian American Art Museum, Hideo Kojima declaró: «Honestamente, soy un fanático de las películas y eso es muy especial para mí. Sinceramente, me encantaría hacer una película algún día, pero creo que tiene que haber un cierto juego especial que ofrezca ese ajuste correcto. Pero no creo que ese juego sea Metal Gear Solid. Metal Gear Solid fue desarrollado específicamente para ser un juego... Si tuviera que llevar algo al cine, tendría que ser algo completamente nuevo. Yo no usaría mis guiones actuales. Creo que tendría que conseguir a alguien para crear un nuevo guion y otra persona que lo dirija como película.» En el «Aniversario 25 de Metal Gear», el 30 de agosto de 2012, Hideo Kojima anunció que Arad Productions, ha llegado acuerdo con Columbia Pictures para producir una versión de la película de Metal Gear Solid. La compañía matriz de Columbia, Sony Pictures Entertainment, será la encargada de la distribución. En una entrevista con Eurogamer, Hideo Kojima dijo que le gustaría ver a Hugh Jackman como Solid Snake, pero también está abierto a la elección de otros actores para el papel.
Una película no comercial titulada Metal Gear Solid: Philanthropy, fue realizada por unos fanáticos de la saga. La película está ambientada en 2007 después de los acontecimientos de Metal Gear Solid. La película fue bien recibida por los fanes y también por Hideo Kojima, quien dijo, después de que un seguidor le preguntase si la había visto: «Por supuesto que sí. Es increíble. Tenía ganas de llorar por el amor hacia Metal Gear. Es además una película bien hecha. No puedo esperar para ver la siguiente parte.»